# Mikołaj Czarnkowski
Mikołaj Czarnkowski herbu Nałęcz III (ur. druga połowa XIV w., zm. w 1414) – sędzia ziemski poznański.

## Życiorys
Syn sędziego poznańskiego Jana Czarnkowskiego. W latach 1396–1401 był podczaszym kaliskim, a następnie sędzią poznańskim w latach 1401–1414. Wykonawca licznych misji dyplomatycznych Władysława Jagiełły, przede wszystkim dotyczących stosunków polsko–krzyżackich. Ze względu na posiadane majątki w Nowej Marchii (miasteczko Człopa), był osobiście zainteresowany powodzeniem starań króla Polski z lat 1402–1411 o nabycie tego terytorium. Po pokoju w Raciążku w 1404 był jednym z prowadzących negocjacje pokojowe z wójtem Nowej Marchii Baldwinem Stalą, a w dwa lata później w imieniu króla polskiego rozstrzygał o jego prawach do twierdzy i miasta Wałcza. W następnym roku, gdy między Polską a Zakonem doszło do kolejnego sporu dotyczącego Nowej Marchii, będąc już starostą wałeckim obronił tamtejszy zamek przed atakiem Baldwina Stali. W 1408 wdał się w prywatne spory na tle szkód wyrządzonych mu w Człopie, a także z Henrykiem Güntersbergiem. Uczestnik bitwy pod Grunwaldem i udanego oblężenia Nowego w 1410. Uczestnik delegacji polsko-litewskiej z grudnia 1410, pertraktującej warunki pokoju z Krzyżakami. Świadek i sygnatariusz zawartego 1 lutego 1411 pokoju toruńskiego. W grudniu 1412 otrzymał od Jagiełły zadanie przejęcia postawionych w zastaw przez wielkiego mistrza Zakonu zamków w Nowej Marchii. W 1413 podjął kolejne dyplomatyczne zadanie, by wraz z wojewodą kaliskim Maciejem z Wąsoszy posłować do wielkiego mistrza w sprawie realizacji warunków pokoju z 1411. Był również świadkiem unii polsko-litewskiej, zawartej w Horodle 2 października 1413, i jako taki złożył swój podpis na jej dyplomie. Uczestnik zjazdu w Grabowie w kwietniu 1414, gdzie radzono nad sprawami polsko-krzyżackimi. Wiadomo, że żył jeszcze 30 maja 1414, a zmarł zapewne niedługo później.
Za jego synów uważa się późniejszych właścicieli Czarnkowa, braci Kaspra, Wincentego i Jana.